# Richard af Acerra
Richard af Acerra (tysk: Richard von Acerra, italiensk: Riccardo de Cerra) (døde 30. november 1196) var en italonormannisk adelsmand, der var greve af Acerra, og barnebarn af Robert af Medania, en franskmand fra Anjou. Richard var bror til Sibylle, der var gift med Tancred af Sicilien, og da Tancred gjorde krav på den sicilianske trone i 1189 var Richard således hans vigtigste støtte på den italienske halvø.
Under den tysk-romerske kejser Henrik 6.'s invasion af Sicilien var Richard en af hans primære modstandere, og generobrede størstedelen af Apulien efter Henriks nederlag i belejringen af Napoli. Nogle år senere blev Richard dog taget til fange af Henriks ministerialis Diepold af Schweinspünt, og blev i slutningen af 1196 udleveret til Henrik, som på grusom vis henrettede ham.